# Siloz (cartier din Craiova)
Siloz este un cartier din Craiova situat în partea de sud-est a orașului.

## Repere notabile
- Ansamblul bisericii „Adormirea Maicii Domnului" și „Sf. Pantelimon" - Madona-Oota (1813); DJ-II-a-B-07986
- Biserica "Sfinții Trei Ierarhi" - Postelnicu Fir (1813); DJ-II-m-B-08020

 Acest articol despre o localitate din județul Dolj este deocamdată un ciot. Puteți ajuta Wikipedia prin completarea lui.